# Alliswil
Alliswil (toponimo tedesco) è una frazione del comune svizzero di Boniswil, nel Canton Argovia (distretto di Lenzburg).

## Geografia fisica
Alliswil si affaccia sul Lago di Hallwil.

## Storia

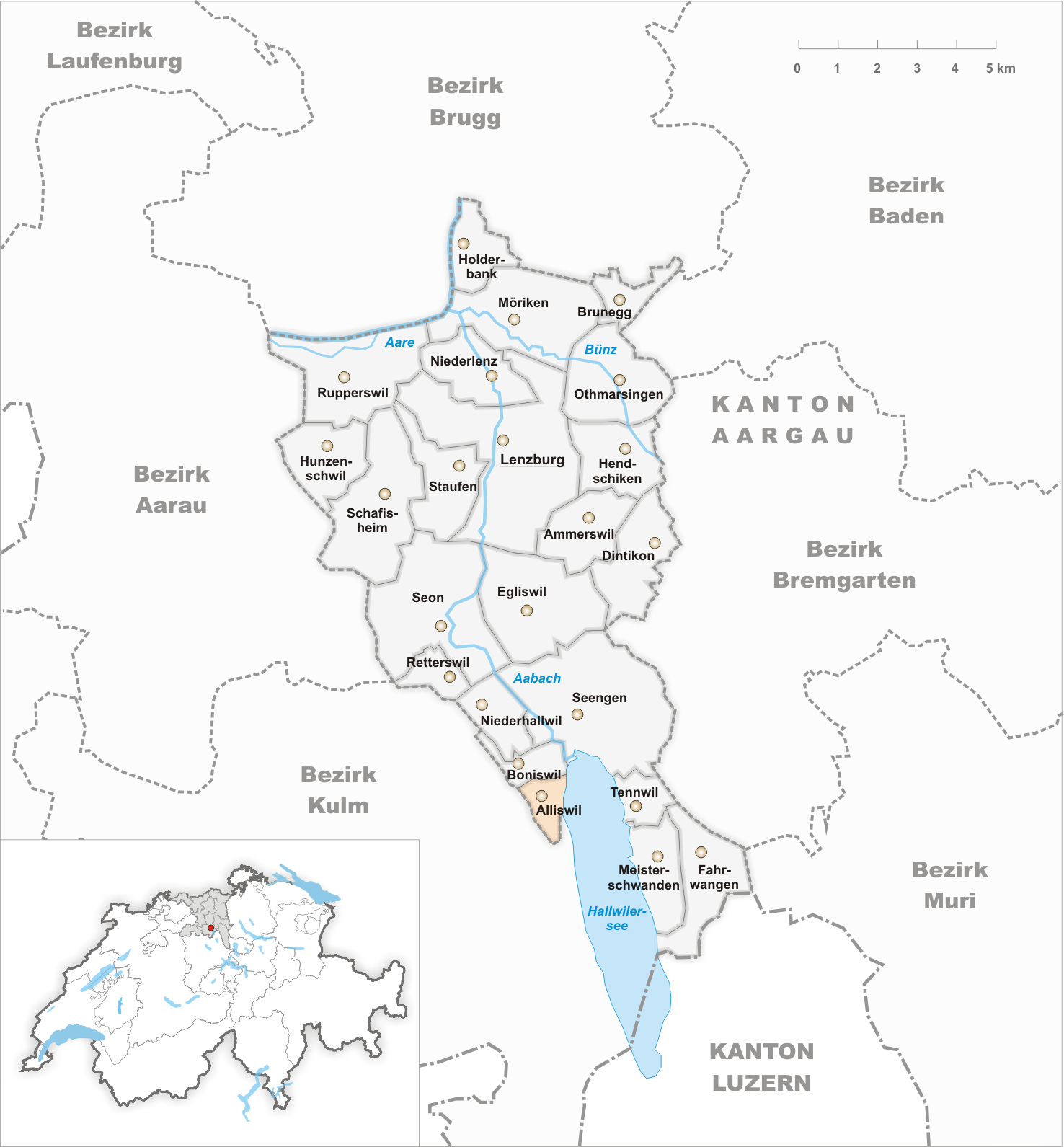
Il territorio del comune di Alliswil prima degli accorpamenti comunali del 1898

Già comune autonomo dal quale nel 1822 era stata scorporata la località di Schwaderhof, assegnata al comune di Birrwil, nel 1898 è stato accorpato al comune di Boniswil.

## Società

### Evoluzione demografica
L'evoluzione demografica è riportata nella seguente tabella:
Abitanti censiti

## Amministrazione
Ogni famiglia originaria del luogo fa parte del cosiddetto comune patriziale e ha la responsabilità della manutenzione di ogni bene ricadente all'interno dei confini del comune.